# Dzsentrifikáció

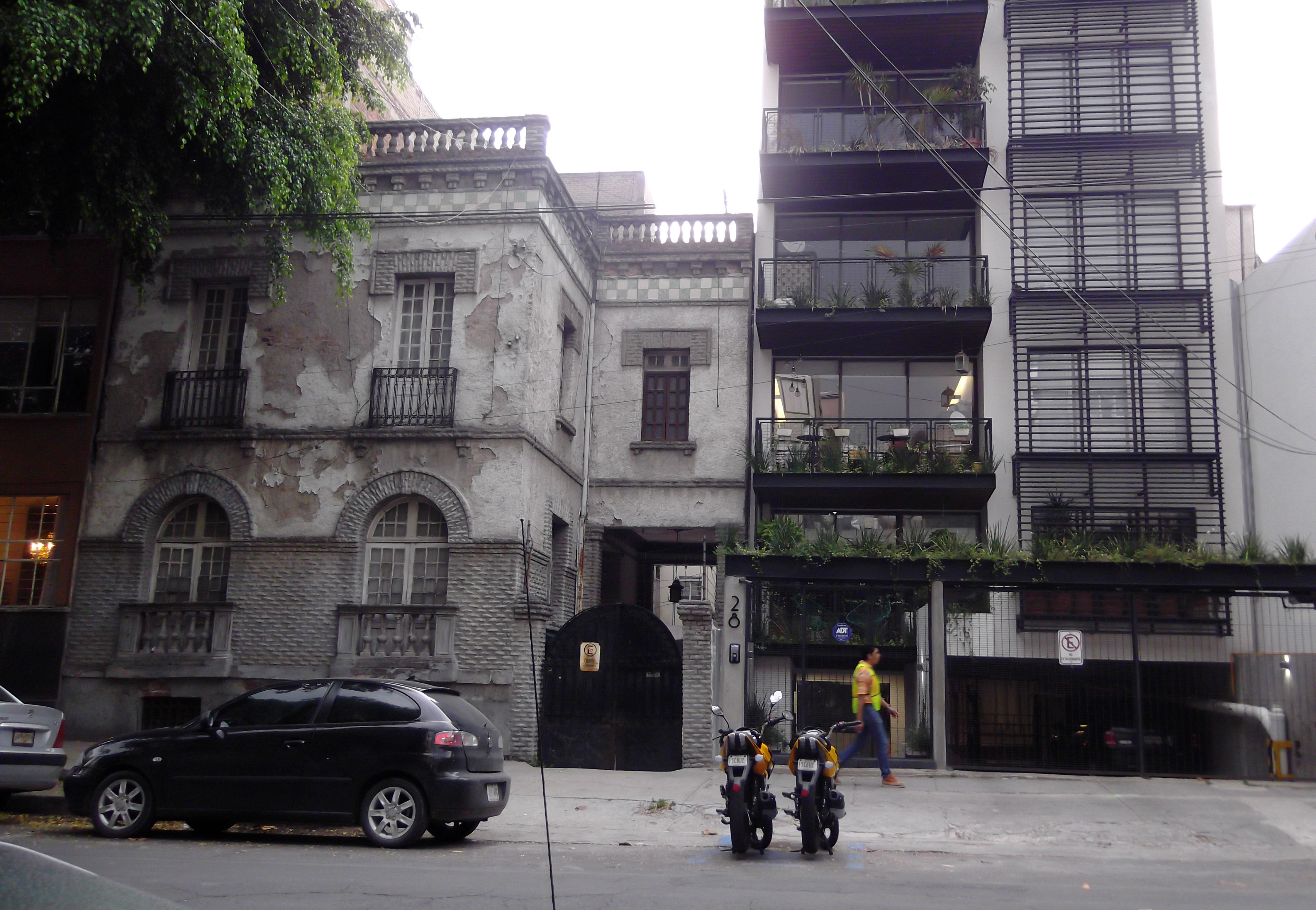
20. század eleji sérült épületek egy új tetőtéri lakótorony mellett Mexikóvárosban

A dzsentrifikáció (angolul: gentrification) a modern nagyváros fejlődésével, változásával kapcsolatos szociológiai jelenség, a felértékelődött belvárosi területek lakosságának kicserélődése. A fogalom tényleges tartalma eltérhet a meghatározó társadalmi környezet és jelentős, a városfejlődésre hatással levő állami intézkedések igen eltérő súlya függvényében. Amerikában döntően spontán folyamatok indítják meg a városközpontok gettósodását, majd dzsentrifikációját: itt az 1950–1960-as években gazdagodó középrétegek a magasabb életszínvonalat a kertvárosokba költözéssel tudták megvalósítani, helyükre pedig a belvárosba szegény, szociális támogatásokra szoruló, olcsón fenntartható lakást kereső rétegek költöztek. Ezzel szemben Európában számos állami intézkedés együttes hatása is jelentkezik a spontán folyamatok mellett. Magyarországon és Közép–Európában az 1990-es rendszerváltások társadalmi-gazdasági átalakulása hozta létre azt a környezetet, amely a ma dzsentrifikációként körülírható jelenséget felerősítette. Tipikus hazai példa Budapesten a 2010-es évek közepétől, a válsági pangás elmúltával az ingatlanpiacon beindult albérletárak drasztikus növekedésének következményeként, az alacsonyabb szociális-társadalmi osztályok kiszorulása a belvárosi kerületekből.